# Ansambel Žargon
Ansambel Žargon je slovenska narodnozabavna zasedba, ki je bila ustanovljena v letu 2010 in ima sedež v Središču ob Dravi.  Izvajajo narodnozabavno glasbo s štiriglasnim petjem, na nastopih pa tudi zabavno glasbo. Na narodnozabavnih festivalih so že osvojili nekaj nagrad.

## Zasedba
Ustanovni člani so bili basist Mitja Bogdan, kitarist Dario Šnajder, pevka Maja Čuček, pevec Andrej Gabrovec in harmonikar Primož Založnik. Leta 2014 je Založnika nadomestil novi harmonikar Matevž Sodič.

## Delovanje
Ansambel deluje od leta 2010. Istega leta so se predstavili na Festivalu Pesmi o vinu v Ormožu, kjer so osvojili nagrado občinstva. Nastopili so tudi na festivalu v Cerkvenjaku s skladbo Le vonj tvojih las, vendar tokrat niso bili nagrajeni. Naslednje leto so zaigrali na Cvičkovem festivalu v Novem mestu, na festivalu v Marija Reki in ponovno na festivalu v Cerkvenjaku, kjer so s skladbo Naša pravljica osvojili 2. nagrado občinstva in bronasti klopotec.
Leta 2012 so pri Založbi Vox izdali prvo lastno zgoščenko Naša pravljica, na kateri je 10 skladb in 2 videospota. Ob izidu prvega albuma so pripravili velik promocijski koncert. To leto je bilo tudi festivalsko uspešno, saj so se premierno uvrstili na finalna večera dveh večjih narodnozabavnih festivalov, in sicer na Vurberku in Števerjanu, kjer pa na koncu niso osvojili nagrad. So pa bili uspešnejši še na tretjem nastopu v Cerkvenjaku, kjer so zmagali po mnenju občinstva, strokovna komisija pa jim je dodelila bronasti klopotec in nagradila besedilo tekmovalne njihove tekmovalne skladbe Stara polka.
Leta 2013 so posneli priredbo skladbe Kako sam te ludo volio hrvaške skupine Novi fosili. Pesem so posneli v narodnozabavni priredbi skupaj z njenim avtorjem in članom Novih fosilov Vladimirjem Kočišem Zecom. V živo so jo prvič predstavili na 2. Večeru z Žargonovci, koncertu, ki so ga priredili septembra istega leta v Središču ob Dravi.
Leta 2014 so se ponovno uvrstili v finale vurberškega festivala, kjer so ponovno ostali praznih rok. Veliko bolj uspešno je bilo naslednje leto, kjer so na istem festivalu zmagali in osvojili zlatega zmaja, dobili plaketo Lojzeta Slaka za najboljšo izvedbo, najboljši pa so bili tudi po mnenju občinstva. Ivan Sivec je kot avtor besedila njihove tekmovalne skladbe Le veter ve za tvoje sanje osvojil 2. nagrado za besedilo. Občinstvo in stroka sta jih kot najboljše nagradila tudi na najstarejšem tovrstnem festivalu na Ptuju.
Leta 2016 so se prvič predstavili na Graški Gori, kjer so ponovno prepričali občinstvo, strokovna komisija pa jim je dodelila srebrnega pastirčka. Leto pozneje so na povabilo organizatorja nastopili kot gostje v revijalnem delu 26. festivala Vurberk, kjer so v preteklosti osvojili glavno nagrado.

## Uspehi
Ansambel Žargon je do sedaj na festivalih narodnozabavne glasbe dosegel naslednje uspehe in nagrade:
- 2010: Festival Pesmi o vinu Ormož - Nagrada občinstva.
- 2011: Festival Cerkvenjak - 2. nagrada občinstva in 3. nagrada strokovne komisije.
- 2012: Festival Cerkvenjak - 1. nagrada občinstva, 3. nagrada strokovne komisije in nagrada za najboljše besedilo.
- 2015: Festival Vurberk - Zmaga in nagrada zlati zmaj, 1. nagrada občinstva, plaketa Lojzeta Slaka za najboljšo izvedbo in 2. nagrada za besedilo.
- 2015: Festival Ptuj - 1. nagrada strokovne komisije med ostalimi zasedbami in 1. nagrada po izboru občinstva.
- 2016: Graška Gora poje in igra - Nagrada občinstva in srebrni pastirček.

## Diskografija
Ansambel Žargon je izdal eno zgoščenko:
- Naša pravljica (2012)

1. Sladko vince, rdeča lička
2. Venček ljudskih
3. Le vonj tvojih las
4. S teboj je življenje cvet
5. Naša pravljica
6. Beli božič, moje sanje
7. Stara polka
8. Med narcisami
9. Ta pravi muzikant
10. Žargon polka

## Največje uspešnice
Ansambel Žargon je najbolj poznan po naslednjih skladbah:
- Imela je upanje
- Kdor jo rad ima
- Le veter ve za tvoje sanje
- Lipa spet cveti
- Stara polka